# Silke Natho

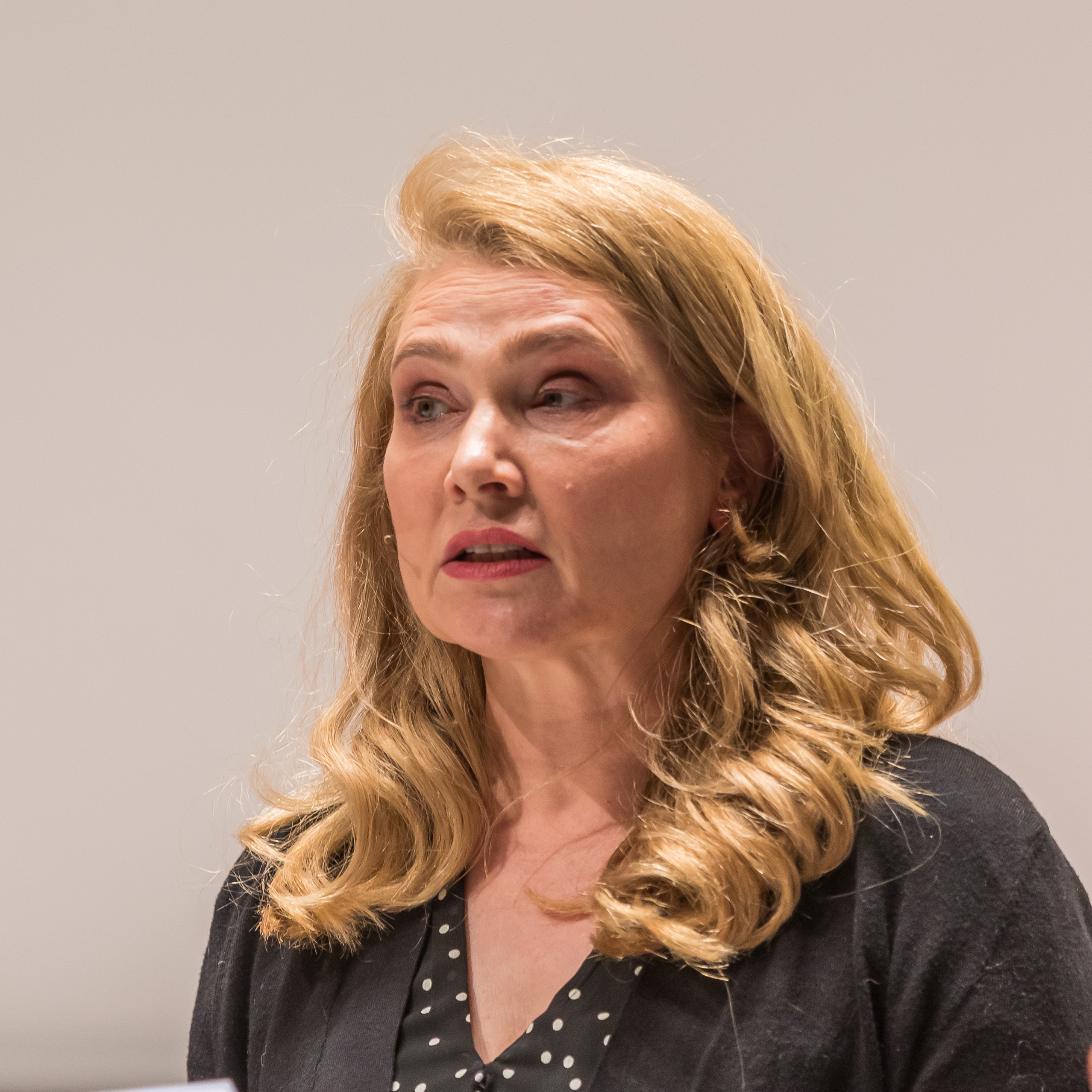
Silke Natho, 2024

Silke Natho  (* 18. Dezember 1972) ist eine deutsche Schauspielerin.

## Leben
Natho absolvierte von 1992 bis 1995 eine Schauspielausbildung an der Schauspielschule des Theaters  Der Keller in Köln. Ihre Ausbildung schloss sie mit der Bühnenreifeprüfung ab.
Sie spielte unter anderem Theater bei den Freien Kammerspielen Köln (1994, als Phoebe in Blut am Hals der Katze von Rainer Werner Fassbinder). Von 1995 bis 1997 gehörte sie zur Tischgesellschaft im Jedermann bei den Salzburger Festspielen. Weitere Engagements hatte sie unter anderem am Düsseldorfer Schauspielhaus (1995/1996 in Die Nashörner), an der Landesbühne Rheinland-Pfalz (1998/1999) und an der Oper Köln. 2008 übernahm sie an der Landesbühne Neuwied die Rolle der Kunigunde in Heinrich von Kleists Schauspiel Das Käthchen von Heilbronn.
Am Atlantis-Theater in Köln verkörperte sie außerdem die Titelrolle in Das Käthchen von Heilbronn (1997), die Titelrolle in Frank Wedekinds Lulu-Tragödie (1998) und 2000 die Rollen der Serpentina und Veronica in einer Bühnenfassung der Novelle Der goldene Topf.
Seit 1998 ist sie in zahlreichen Hörspielproduktionen des WDR zu hören und spielt gelegentlich Fernsehrollen. In der Fernsehserie Klinik unter Palmen verkörperte sie die Rolle der Laborantin Stella Hendrichs, die in die Klinik eingeschleust wird, um auf Weisung ihres Auftraggebers illegal Drogen zu verabreichen.
Sie wirkte auch in mehreren Kurzfilmen mit. In dem Kurzfilm On Air (2009), einem Thriller, der 2011 auch beim Landshuter Kurzfilmfestival gezeigt wurde, spielte sie die weibliche Hauptrolle, das Opfer eines Serienkillers. Natho betätigte sich auch als Werbedarstellerin; 2011 war sie in einem Werbespot von McDonald’s zu sehen.
2011 übernahm sie als Haushälterin Daphne Radus eine Nebenrolle in der Serie Das Haus Anubis.

## Filmografie (Auswahl)
- 1996: Klinik unter Palmen: Spiel mit dem Feuer
- 1996: Mein Opa und die 13 Stühle (TV)
- 1998: Callboy (TV)
- 2001: Ein Fall für zwei: Einsamer Wolf (TV)
- 2003: Science Fiction
- 2005: SOKO Wismar: Wikingergold
- 2009: Plötzlich Onkel (TV)
- 2009: Abschiede und andere Familiengeschichten (TV)
- 2009: Sinngestalten (Kurzfilm)
- 2010: On Air (Kurzfilm)
- 2011: Das Haus Anubis (Serie)
- 2012: Aktenzeichen XY … ungelöst (TV-Serie)
- 2018: X-Factor: Das Unfassbare kehrt zurück: Menschenfeind (TV-Serie)